# 269232 Tahin
A 269232 Tahin (ideiglenes jelöléssel 2008 QV) a Naprendszer kisbolygóövében található aszteroida. Sárneczky Krisztián, a Szegedi Tudományegyetem csillagásza fedezte fel 2008. augusztus 21-én a Piszkéstetői Obszervatóriumban.
A bolygót Tahin Szilviáról (1975–), Sárneczky Krisztián feleségéről nevezték el.